# 后章村站
后章村站是北京铁路西北环线上的一个火车站，位于北京市海淀区上庄地区后章村北。本站始建于1979年12月，1981年6月建成。:324

## 图册

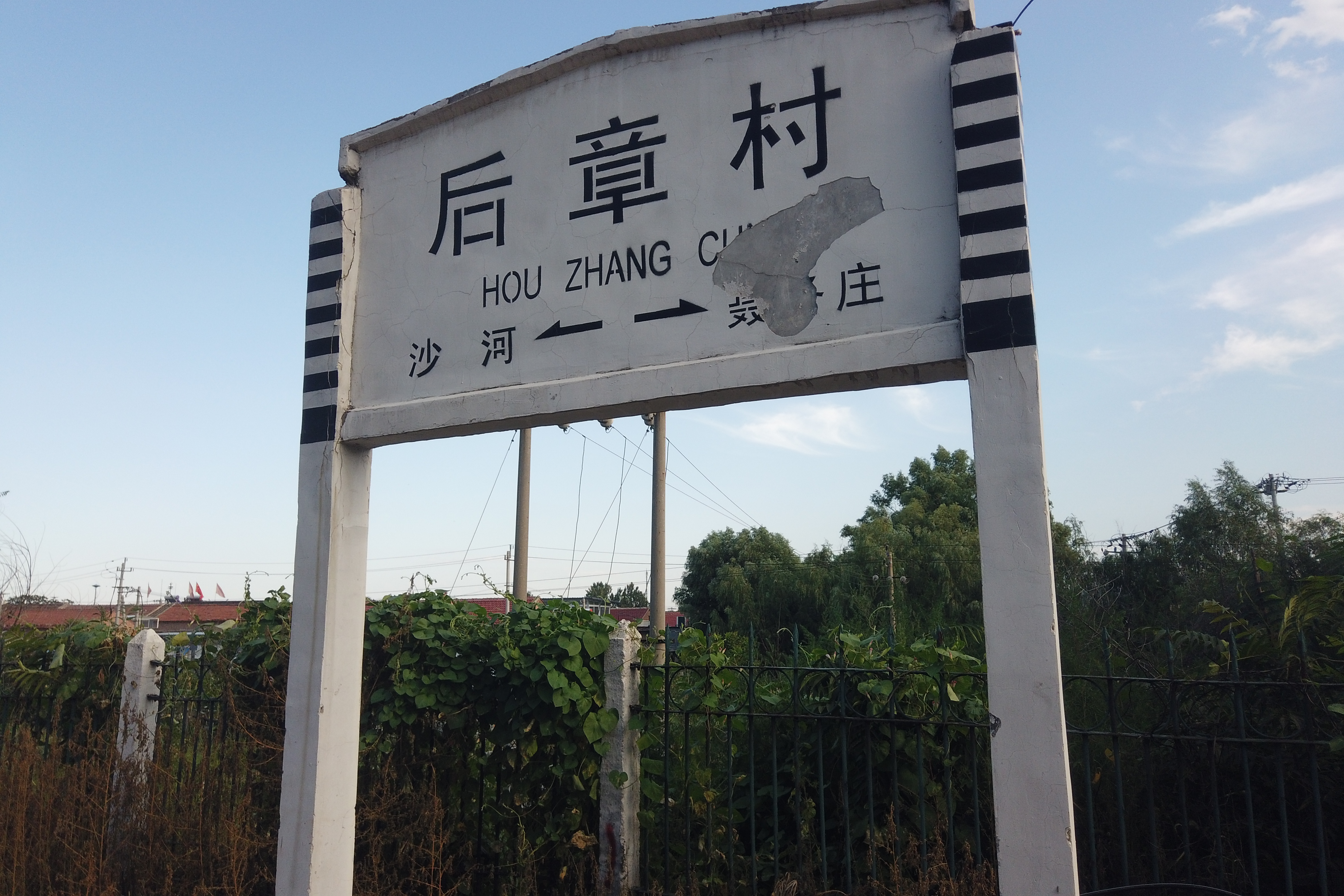
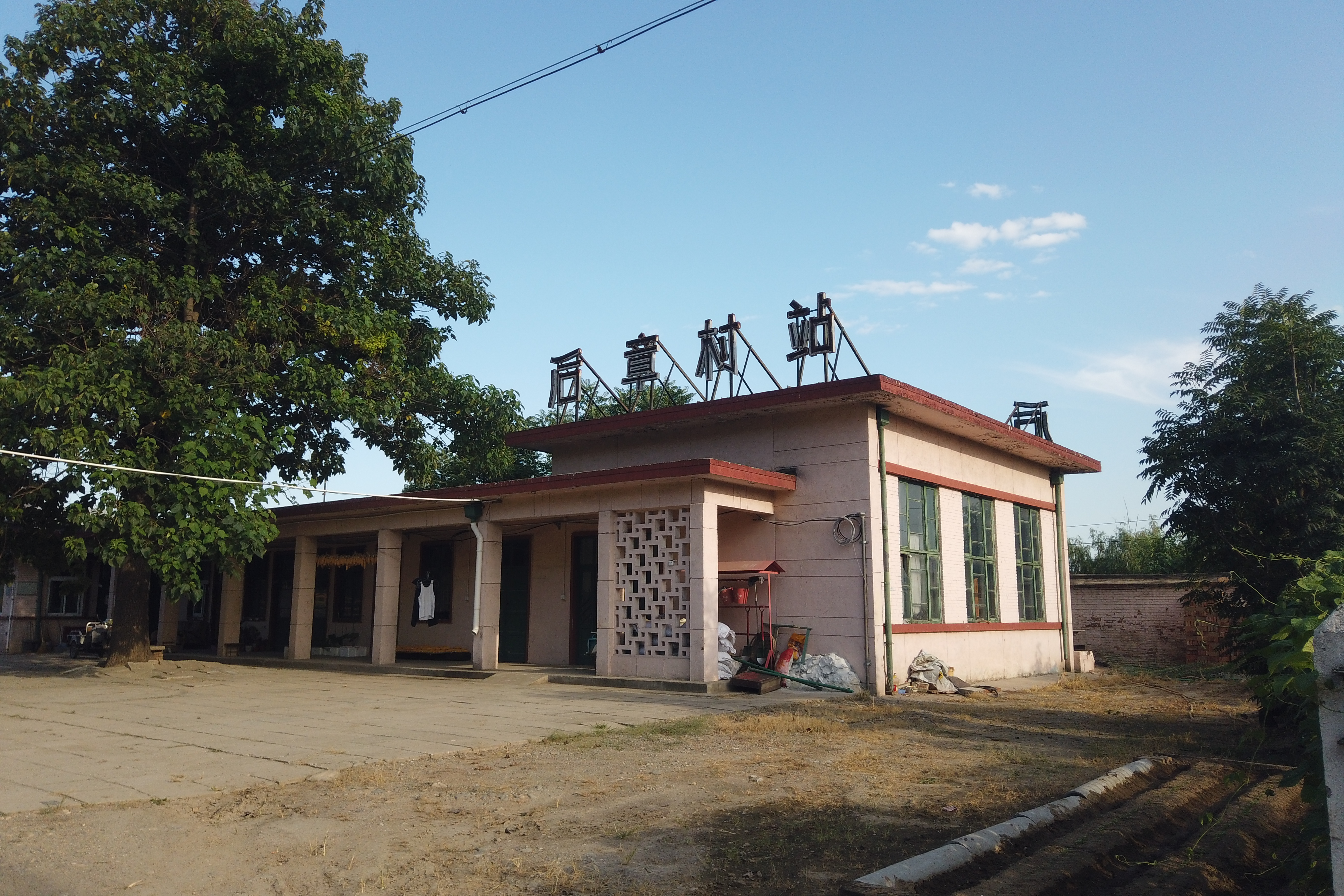
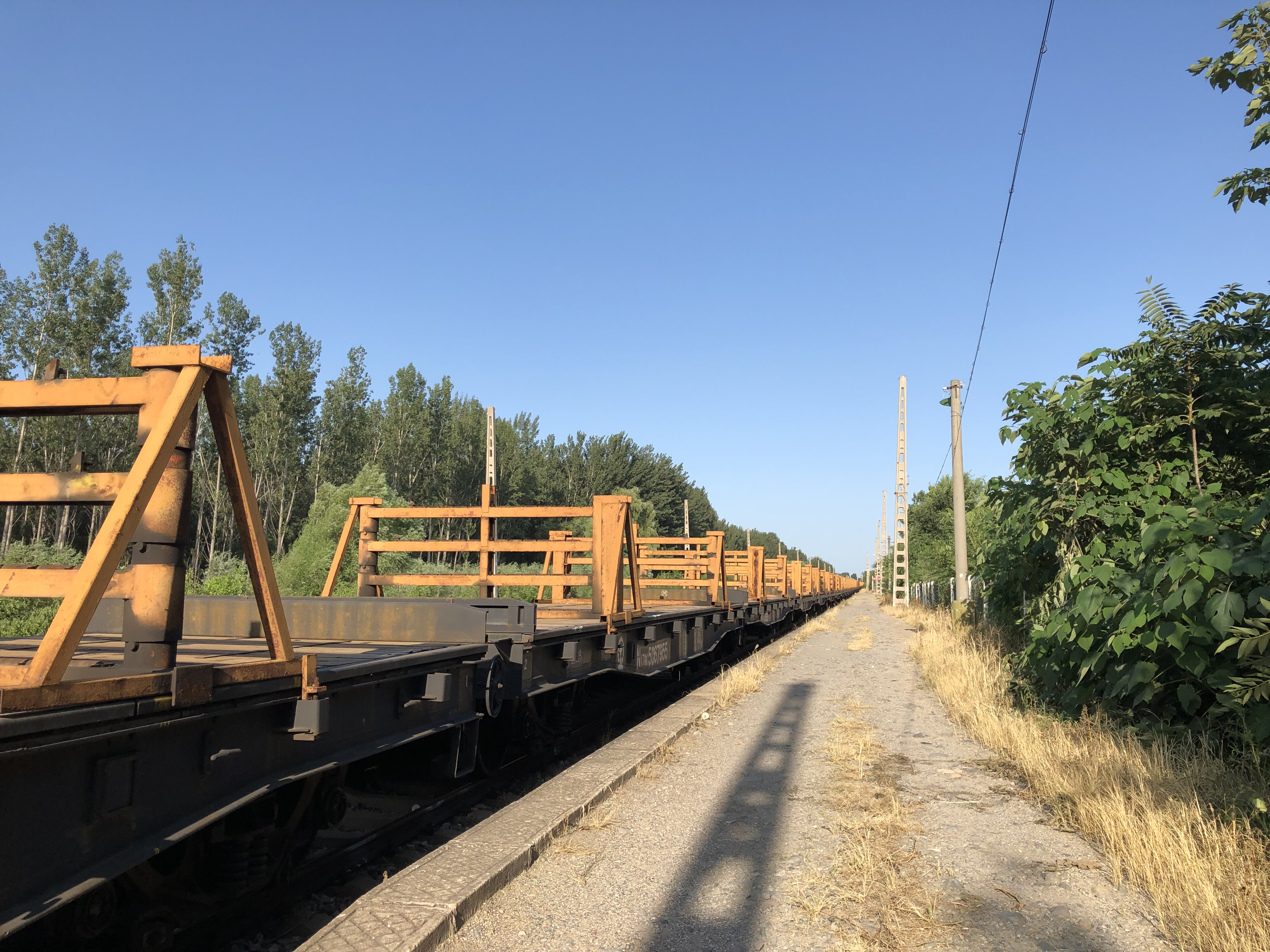
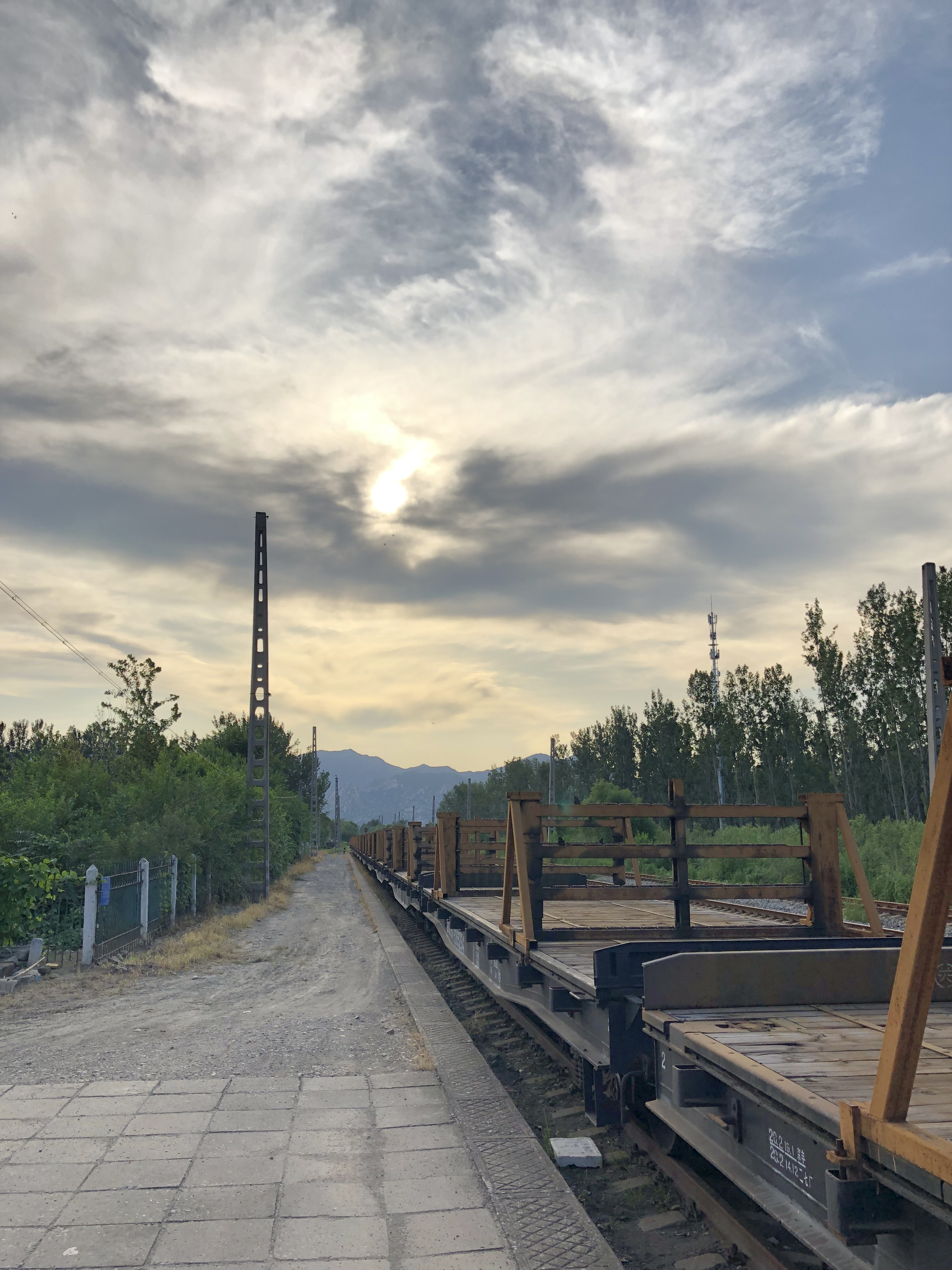